# Дядько Дрю
«Дядько Дрю» (англ. Uncle Drew) — спортивна комедійна стрічка 2018 року, у якій брали участь колишні гравці НБА Шакіл О'Ніл, Кріс Веббер, Реджі Міллер, Нейт Робінсон, а також ЖНБА Ліза Леслі. Головну роль у фільмі виконав Кайрі Ірвінг.

## Сюжет
Колишній успішний гравець у баскетбол Дакс Вінслов тепер тренер команди «Гарлем мані» на чолі з зірковим гравцем Каспером Джонсом. Дакс витрачає багато грошей, щоб Джонс був задоволений, хоча працює продавцем в магазині спортивного одягу. Перед майбутнім турніром старий суперник Вінслова Мукі знущається з нього. Наступного дня Каспер вимагає дорогого взуття для «Гарлем Мані». Попри отримані нові кросівки команда йде від Дакса, а у новинах показали як він намагається зняти нове взуття з колишніх підопічних. Дівчина кидає Вінслова та виганяє з квартири.
За порадою Дакс звертається по допомогу до виняткового уже немолодого гравця Дядька Дрю. За його умовою вони формують склад з його колишніх товаришів по команді. З ними їде й приваблива онука Мая, яка цінує таке ставлення до старших. На заправці тренер бачить неподалік тренування юних баскетболісток і пропонує зіграти з його командою. Молоді жінки вщент розгромлюють чоловіків. Тепер Дакс не бачить шансів на виграш. Колишня дівчина Вінслова починає зустрічатися з Каспером, але йому вже подобається Мая.
Під час гри в півфіналі Бугай потрапляє в лікарню, на його заміну приходить Бетті Лоу. З появою нового гравця команда змінює назву на «Гарлем Бакс». У фіналі після травмування гравців на поле виходять Дакс і Мукі. Дакс отримує цінні поради, які допомагають закинути м'яч у кошик і принести перемогу. «Гарлем Бакс» об'єднується з Бугаєм у лікарні. Призові гроші тренер витрачає на його лікування. У новинах вітають Дакса як героя. Його колишня дівчина намагається повернути його, але він тепер щасливий з Маєю.

## У ролях
| Актор           | Роль         |
| --------------- | ------------ |
| Кайрі Ірвінг    | Дядько Дрю   |
| Ліл Рел Говері  | Дакс Вінслов |
| Шакіл О'Ніл     | Бугай        |
| Кріс Веббер     | Священик     |
| Реджі Міллер    | Воллес       |
| Нейт Робінсон   | Кед          |
| Ліза Леслі      | Бетті Лоу    |
| Еріка Аш        | Мая          |
| Джей Бі Смув    | Анжело       |
| Майк Еппс       | Луїс         |
| Тіффані Геддіш  | Джесс        |
| Нік Кролл       | Мукі Басс    |
| Аарон Гордон    | Каспер Джонс |
| Ерл Монро       | камео        |
| Кріс Маллін     | камео        |
| Стів Неш        | камео        |
| Дікембе Мутомбо | камео        |
| Джеррі Вест     | камео        |
| Девід Робінсон  | камео        |

## Створення фільму

### Виробництво
5 вересня 2017 року ESPN оприлюднив акторський склад фільму. Зйомки стрічки проходили в Атланті та Нью-Йорку, США.

### Знімальна група
- Кінорежисер — Чарлз Стоун ІІІ
- Сценарист — Джей Лонгіно
- Кінопродюсери — Марті Бовен, Вік Годфрей
- Композитор — Крістофер Леннерц
- Кінооператор — Crash
- Кіномонтаж — Джефф Фрімен, Шин Валла
- Художник-постановник — Дуг Дж. Мірдінк
- Художник-декоратор — Меттью Гровс
- Художник-костюмер — Джонетта Бун
- Підбір акторів — Вікторі Томас[3]

## Сприйняття

### Критика
Фільм отримав змішані відгуки. На сайті Rotten Tomatoes оцінка стрічки становить 63 % на основі 86 відгуків від критиків (середня оцінка 5,9/10) і 51 % від глядачів із середньою оцінкою 3,4/5 (1 312 голосів). Фільму зарахований «свіжий помідор» від кінокритиків та «розсипаний попкорн» від глядачів, Internet Movie Database — 5,7/10 (6 230 голосів), Metacritic — 57/100 (27 відгуків критиків) і 6,3/10 (22 відгуки від глядачів).

### Номінації та нагороди
| Нагороди та номінації фільму «Дядько Дрю» | Нагороди та номінації фільму «Дядько Дрю» | Нагороди та номінації фільму «Дядько Дрю» | Нагороди та номінації фільму «Дядько Дрю» | Нагороди та номінації фільму «Дядько Дрю» | Нагороди та номінації фільму «Дядько Дрю» |
| Рік                                       | Кінофестиваль/кінопремія                  | Категорія/нагорода                        | Номінант                                  | Результат                                 |                                           |
| ----------------------------------------- | ----------------------------------------- | ----------------------------------------- | ----------------------------------------- | ----------------------------------------- | ----------------------------------------- |
| 2018                                      | Золотий трейлер                           | Найкраща кінокомедія                      | Lionsgate, Seismic Productions            | Номінація                                 |                                           |